# Ankara (province)
Pour les articles homonymes, voir Ankara (homonymie).
La province d'Ankara est une des 81 provinces (en turc : il, au singulier, et iller au pluriel) de la Turquie.
Sa préfecture (en turc : valiliği) se trouve dans la ville éponyme d'Ankara, par ailleurs capitale de la Turquie.

## Géographie
Sa superficie est de 25 615 km2.

## Population
En 2014, la province était peuplée de 5 150 072 habitants, soit une densité de population de 201 hab./km2.
| 2000      | 2001      | 2002      | 2003      | 2004      | 2005      | 2006      | 2007      | 2008      |
| --------- | --------- | --------- | --------- | --------- | --------- | --------- | --------- | --------- |
| 3 889 199 | 3 971 642 | 4 050 309 | 4 128 889 | 4 210 596 | 4 294 678 | 4 380 736 | 4 466 756 | 4 548 939 |

| 2009      | 2010      | 2011      | 2012      | 2013      | 2014      | 2015      | 2016      | 2017      |
| --------- | --------- | --------- | --------- | --------- | --------- | --------- | --------- | --------- |
| 4 650 802 | 4 771 716 | 4 890 893 | 4 965 542 | 5 045 083 | 5 150 072 | 5 270 575 | 5 346 518 | 5 445 026 |

| 2018      | 2019      | 2020      | 2021      | 2022      | 2023      | - | - | - |
| --------- | --------- | --------- | --------- | --------- | --------- | - | - | - |
| 5 503 985 | 5 639 076 | 5 663 322 | 5 747 325 | 5 782 285 | 5 803 482 | - | - | - |

## Administration
La province est administrée par un préfet (en turc : vali)

## Subdivisions
La province est divisée en 24 districts (en turc : ilçe, au singulier) :
- 15 districts métropolitains (ville d'Ankara) : Akyurt, Altındağ, Ayaş, Bala, Çankaya, Çubuk, Elmadağ, Etimesgut, Gölbaşı, Kalecik, Kazan, Keçiören, Mamak, Sincan et Yenimahalle ;
- 9 districts extérieurs à la ville d'Ankara : Beypazarı, Çamlıdere, Evren, Güdül, Haymana, Kızılcahamam, Nallıhan, Polatlı et Şereflikoçhisar.